# 內蒙高新
內蒙古高新控股有限公司，簡稱內蒙古高新控股，二次簡稱內蒙高新，英文為，於2001年設立，由内蒙古自治区人民政府直接投资，是一家控股型的公司。
董事長為肖軍。業務在國內經營国有资产运营、管理，科技项目、建设项目的开发与投资，基础设施、配套设施建设，高新技术产品的开发、销售、咨询服务，国内贸易、土地开发、房地产开发、物业管理，進出口等行業。
總部位於内蒙古自治区包头市青山区团结大街33号。

## 連結
- GXKG.com （页面存档备份，存于）